# Tour Bohemia
Le Tour Bohemia est une course cycliste d'un jour disputée en République tchèque de 2012 à 2014. Depuis 2015 une course à étapes dénommée Tour de Bohême de l'Est se déroule en Bohême.

## Palmarès
| Année | Vainqueur         | Deuxième             | Troisième       |
| ----- | ----------------- | -------------------- | --------------- |
| 2012  | Maroš Kováč       | Roman Kreuziger      | Tomáš Bucháček  |
| 2013  | Josef Benetseder  | Dejan Bajt           | Jiří Polnický   |
| 2014  | Lukas Pöstlberger | Bakhtiyar Kozhatayev | Kamil Zieliński |